# Dragomirești, Timiș
Dragomirești este un sat în comuna Știuca din județul Timiș, Banat, România.

## Localizare
Localitatea Dragomirești se situează în zona de est a județului Timiș, la granița cu județul Caraș-Severin, la circa 18 km sud de municipiul Lugoj. Este un sat relativ izolat, în zona de confluență dintre câmpia Lugojului și Dealurile Sacoșului. Singura conexiune rutieră este un drum comunal care îl leagă de centrul de comună, localitatea Știuca. Drumul de acces a fost asfaltat în anul 2008.

## Istorie

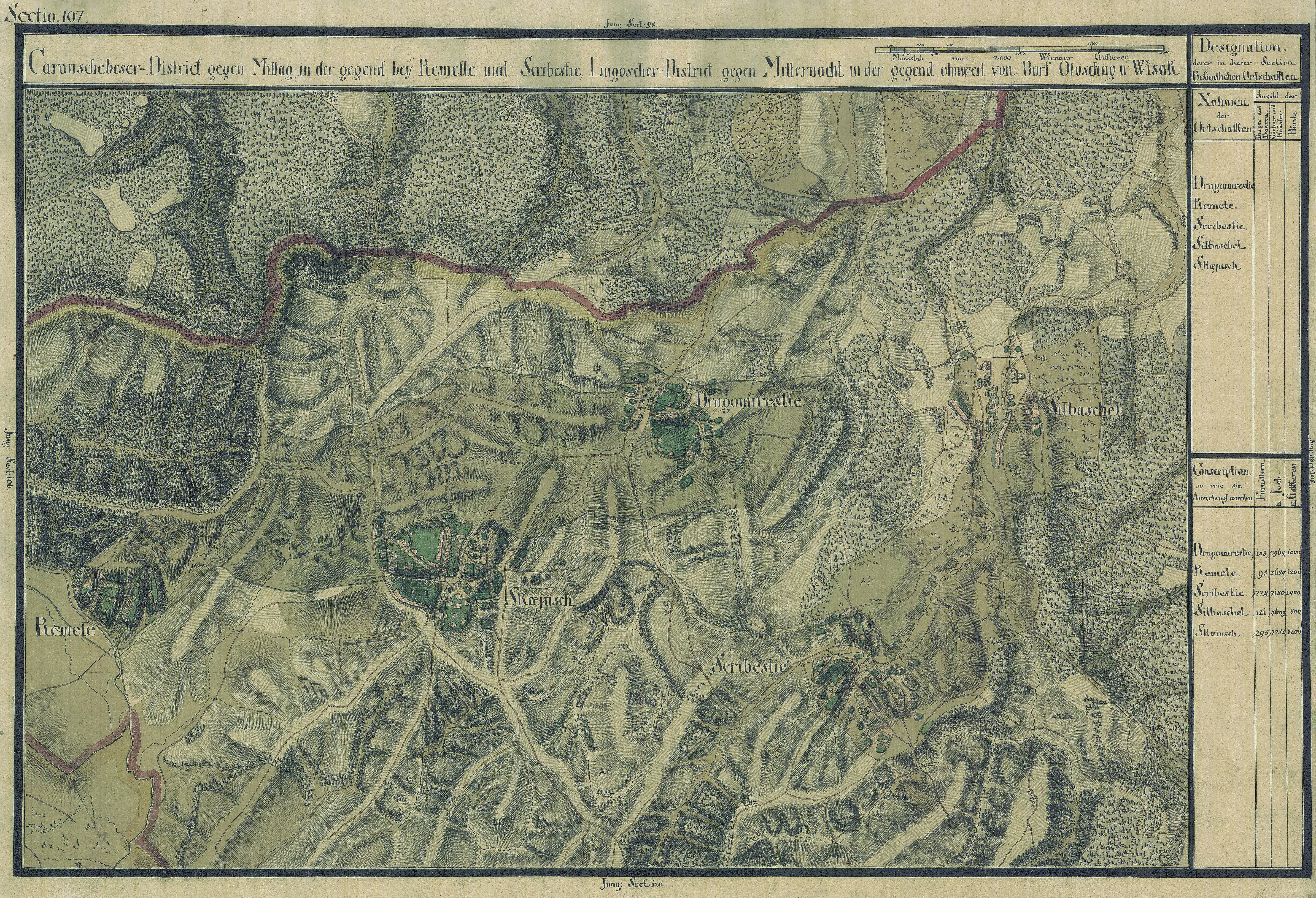
Dragomireşti în Harta Iosefină a Banatului, 1769-72

Satul Dragomirești este amintit pentru prima dată în anul 1439 cu numele de Dragomerfalva. Localitatea a fost locuită de români. Populația actuală este majoritar de origine etnică ucraineană, provenind din Maramureș. Aceștia au început să se așeze în Dragomirești începând cu anii 1964 - 1966.

## Populația
În anul 1969, din totalul de 511 locuitori, 107 erau români si 407 ucraineni. În prezent, majoritatea covârșitoare a populației este de origine etnică ucraineană. Din totalul de 391 de locuitori, circa 385 de locuitori sunt ucrainei și 6 sunt români.

## Obiective turistice
Aici există o biserică ortodoxă din lemn construită în 1754 ce poartă hramul "Nașterea Domnului". Biserica a fost construită în localitatea Zorlențu Mare din județul Caraș-Severin și a fost strămutată la Dragomirești în 1877. De asemenea există multe păduri în care se găsesc multe animale de vânătoare (mistreți, căprioare, fazani etc)

## Vezi și
- Biserica de lemn din Dragomirești, Timiș